# Réflectométrie GNSS

Schéma montrant le principe de fonctionnement de la technique du GNSS-R.

La réflectométrie GNSS ou GNSS-R est une technique mise en oeuvre notamment à bord de satellites depuis les années 2000 qui permet de mesurer les propriétés physiques de la surface continentale ou aquatique de la Terre en utilisant les signaux radio des systèmes de positionnement par satellites (GPS, Galileo, Glonass, Beidou,...) à la fois directs et réfléchis.

## Principes de fonctionnement
Lorsque cette technique est mise en oeuvre à bord d'un satellite artificiel, celui-ci circule sur une orbite basse et est équipé d'une part d'une antenne tournée vers le zénith permettant de recevoir les signaux émis par les satellites de navigation (GPS, ...) circulant sur une orbite moyenne et d'autre part d'antennes réceptrices pointés vers le nadir pour recevoir les signaux GPS réfléchis par la surface. L’analyse de la corrélation et du retard de phase entre les signaux émis par les satellites de navigation et les mêmes signaux réfléchis par la surface de la Terre permettent d'en déduire la hauteur du satellite au-dessus de la surface (et corrélés avec d'autres informations de navigation l'altitude de celle-ci au-dessus d'un niveau de référence de la surface). Par ailleurs l'analyse des formes d'ondes du signal réfléchi permet d'estimer des caractéristiques de la surface réfléchissante comme le taux d'humidité du sol terrestre, la forme des vagues, la vitesse des vents de surface...

## Applications
Cette technique, s'appuyant sur des constellations GNSS dont la permanence est garantie, offre une pérennité des mesures tout en fournissant une couverture dense et continue. Les domaines d'application sont l'altimétrie, l'océanographie (mesure de la hauteur des vagues et de la vitesse du vent en surface), l'observation des glaces, la mesure du taux d'humidité des sols et la  mesure de la biomasse.

## Exemples de mise en oeuvre
La société anglaise SSTL joue un rôle pionnier dans la mise au point de la technique réflectométrie GNSS en la testant pour la première fois sur le satellite UK-DMC lancé en 2003 puis en fournissant la charge utile du satellite TechDemoSAT-1  lancé en 2014 (mesure de l'état de la mer) ainsi que l'instrumentation de la constellation de nano-satellites CYGNSS de la NASA lancée en 2016 pour mesurer la vitesse du vent dans les cyclones tropicaux. Cette technique sera également utilisée par les deux micro-satellites HydroGNSS (lancement prévu en 2025) de l'Agence spatiale européenne pour mesurer l'humidité du sol, les surfaces inondées, les zones de dégel/regel du pergélisol et la biomasse au-dessus du sol.